# 銀座全線座
銀座全線座（ぎんざぜんせんざ、1938年4月 開業 - 1978年3月 閉館廃業）は、かつて存在した日本の映画館である。最終的には銀座東急（ぎんざとうきゅう）と改称した。

## 沿革
- 1938年4月 - 開館[3]
- 1978年3月 - 閉館廃業[1]
- 1979年11月6日 - 同地に銀座国際ホテル開業

## データ
- 所在地 : 東京都中央区銀座8丁目7番13号[4]、現在の銀座国際ホテルの位置
  - かつて開館当時の東京府東京市京橋区銀座8丁目4番地[2][3]
- 経営 : 
  1. 樋口大祐
  2. 東京吉本
  3. 東京興行[2]
  4. 全線座 [3]
  5. 東急レクリエーション [4]
- 構造 : 鉄筋コンクリート造三階建[2][3][4]
- 観客定員数 : 650名（1950年 - 1951年[2]） ⇒ 504名（1955年[3]） ⇒ 357名（1977年[4]）

## 概要
1938年（昭和13年）4月、浅草公園六区の帝国館出身の活動弁士・樋口旭浪こと樋口大祐は、1930年（昭和5年）に早稲田大学近くに早稲田全線座を開業したのにつづいて、東京市京橋区銀座8丁目4番地（現在の東京都中央区銀座8-7-13）に開業した。特徴ある古城風の洋館の建築であった。同月の銀座は映画館の開業ラッシュで、同月内だけで、銀座映画（のちのシネマ銀座、松竹直営）、文化映画劇場（現在のシネスイッチ銀座）、金春ニュース劇場（のちの金春映画劇場）と、同館を含めて4館が開業した。同館では、映画の興行のほか、軽演劇・軽音楽のライヴも行った。
1945年（昭和20年）8月15日、第二次世界大戦が終結し、銀座全線座は焼け残った。戦時中は、東京吉本に貸し出していたが、戦後は一時期東京興行（現在の東京テアトル）が運営を行っていた。1946年（昭和21年）2月1日、セントラル映画社（CMPE, セントラル・モーション・ピクチュア・エキスチェンジとも）が設立され、同社が独占的に配給するアメリカ映画を一番館として封切上映する、アメリカ映画専門館となる。当時の同館の経営は東京興行、支配人は田中良平、観客定員数650名であった。1947年（昭和22年）、藤城清治は東京興行に入社したが、全線座のパンフレット編集も担当していた。セントラル映画社は1951年（昭和26年）12月27日には解体された。翌1952年（昭和27年）4月2日、樋口の個人商店であった全線座が株式会社に改組した。その後の同館の興行系統は、各社の輸入映画（洋画）、および1954年（昭和29年）に製作を再開した日活の作品を上映した。正確な時期は不明であるが、同年9月までには全線座が直接経営するようになっており、支配人は樋口創一、観客定員数504名になっていた。
1971年（昭和46年）9月11日からは東急レクリエーションと契約して、松竹東急系のロードショー劇場銀座東急となっていた。映画監督の鶴田法男は1976年（昭和51年）に上映されたドキュメンタリー映画『恐怖・怪奇・悪霊 超常現象の世界』（ロルフ・オルセン監督）を観たという。
1978年（昭和53年）3月、『ワン・オン・ワン』（ラモント・ジョンソン監督）の上映を最後に40年の歴史の幕を閉じ、廃業した。閉館当時の支配人は清水基資であった。1979年（昭和54年）11月6日、同地に竣工した銀座全線座ビルに銀座国際ホテルが開業した。同地には「銀座全線座」のレリーフが彫られたプレートが埋め込まれている。